# Вал-Сюзон
Вал-Сюзо́н (фр. Val-Suzon) — коммуна во Франции, находится в регионе Бургундия. Департамент коммуны — Кот-д’Ор. Входит в состав кантона Сен-Сен-л’Аббеи. Округ коммуны — Дижон.
Код INSEE коммуны — 21651.

## Население
Население коммуны на 2010 год составляло 220 человек.
| 1962 | 1968 | 1975 | 1982 | 1990 | 1999 | 2010 |
| ---- | ---- | ---- | ---- | ---- | ---- | ---- |
| 136  | 118  | 109  | 178  | 194  | 180  | 220  |

## Экономика
В 2010 году среди 146 человек трудоспособного возраста (15—64 лет) 107 были экономически активными, 39 — неактивными (показатель активности — 73,3 %, в 1999 году было 76,7 %). Из 107 активных жителей работали 102 человека (53 мужчины и 49 женщин), безработных было 5 (2 мужчин и 3 женщины). Среди 39 неактивных 9 человек были учениками или студентами, 21 — пенсионерами, 9 были неактивными по другим причинам.